# 연천 당포성
연천 당포성(漣川 堂浦城)은 대한민국 경기도 연천군 미산면 동이리에 있는 삼국시대의 성곽이다. 2003년 4월 21일 경기도의 기념물 제192호로 지정되었다가, 2006년 1월 2일 대한민국의 사적 제468호로 승격 지정되었다.

## 개요
조선시대 각종 지리지에 당포성에 대한 기록은 전혀 없으나 허목의 『기언별집(記言別集)』에 “마전 앞의 언덕 강벽 위에 옛 진루가 있었는데 그 위에 총사(叢祠)가 있고, 그 앞의 나루를 당포라고 한다. 큰 우물이 흘러 진로가 소통된다.”라고 당포성에 대한 기록이 전한다. 그 후 1995년부터 2003년 사이 지표조사 및 발굴조사가 이루어지면서 고구려토기 일부가 발견되는 등 고구려를 중심으로 한 삼국시대 성으로 추측된다.
당포성은 현재 전곡읍의 서북쪽 임진강 북안과 그 지류에 형성된 천연 절벽을 이용하여 축조한 평지성이다. 서쪽 부분이 뾰족한 모양인 삼각형 형태로 이러한 구조 때문에 가로막아 쌓은 동쪽 성벽은 매우 높게 구축되어 있으며 단애지대를 따라 구축된 남·북 성벽은 낮게 축조되었다. 성의 전체적인 형태가 주변에 위치한 은대리성이나 호로고루와 매우 흡사하며 특히 축조방식은 호로고루와 매우 밀접하다. 서쪽 끝에서 동벽까지의 길이가 200m이며, 동벽의 길이는 50m, 전체둘레는 약 450m정도이다. 현재 잔존 성벽은 동벽 6m, 단면 기저부 39m정도이며 성내부로의 출입 때문에 동벽의 남단은 성벽이 일부 파괴되어 출입로가 만들어졌고, 북단의 경우에는 참호 건설로 인하여 파괴되어 있는 상태이다.
연천당포성은 연천호로고루, 연천은대리성과 함께 임진강과 한탄강이 지류와 만나 형성하는 삼각형의 대지위에 조성된 독특한 강안평지성(江岸平地城)으로 임진강이 국경하천역할을 했던 삼국시대와 밀접한 관련이 있고 학술적으로 가치가 높은 귀중한 문화유적이다.

## 같이 보기
- 연천 호로고루 (사적 제467호)
- 연천 은대리성 (사적 제469호)

## 참고 자료
- 연천 당포성 - 국가유산청 국가유산포털